# Magdalena Pilch
Magdalena Pilch (ur. 1972 we Wrocławiu) – polska flecistka i pedagog.
Absolwentka Akademii Muzycznej im. Karola Lipińskiego we Wrocławiu (dyplom 1997, klasa fletu Grzegorza Olkiewicza) oraz Saatlische Hochschule für Muzik w Trossingen.  W latach 2000–2015 wykładowczyni fletu traverso i zespołów kameralnych muzyki dawnej w Akademii Muzycznej we Wrocławiu. Od 2010 prowadzi klasę fletu traverso w Akademii Muzycznej im. Grażyny i Kiejstuta Bacewiczów w Łodzi. Doktor habilitowana (2013). 
Jako kameralistka współpracowała m.in. z Wrocławską Orkiestrą Barokową. Gra w zespole muzyki dawnej Filatura di musica, którego jest współzałożycielką. Redaktor naczelna półrocznika Notes Muzyczny wydawanego przez Akademię Muzyczną w Łodzi.